# Frans Verpoorten jr.
Frans H. B. Verpoorten jr. (Haarlem, 25 januari 1949 – aldaar, 15 mei 2025 ) was een Nederlands fotograaf. 

## Biografie
Hij was een zoon van het Haarlemse kunstenaarsechtpaar Frans Verpoorten (1924-1997) en Emma Maria Florence (Emmy) Arts (1918-2006; textielkunstenaar in wol en Marokkaanse weefsels).
Frans Verpoorten jr. maakte deel uit van het Haarlemse schrijver- en filmerscollectief Joyce & Co. Naast het maken van een groot aantal foto's van en voor het collectief, stelde hij met Geerten Meijsing het portfolio 'Golino' samen (in Maatstaf, december 1975) en was hij de auteur van een aantal brieven in Werkbrieven 1968-1981 (1982). In 1972 was hij samen met Meijsing, Keith Snell, Peter J. Muller en Coen van der Linden een van de oprichters van het Bob Evers Genootschap. Frans Verpoorten jr. treedt in het werk van Geerten Meijsing op als 'Frans' en 'Tony Mascini'. 
De laatste jaren werkte Frans Verpoorten aan het digitaliseren van zijn foto- en dia-archief. Het gedigitaliseerde materiaal was te zien op popstockphoto.com.